# トンギ
トンギ (ベンガル語: টঙ্গী)はバングラデシュのダッカ管区のガジプル県の都市である。2011年の人口は47万6350人である。 ビスワ・イジュテマの開催地である

トンギ・ シャヒドゥ記念学校はバングラデシュ独立戦争で虐殺が有った場所に建っている。

## 歴史
1660年～1663年、ムガル帝国のミー・ジュムラ2世がダッカの北方を守る砦を建てたのが始まりである。

ミー王はトゥラグ川に橋を架けた。

ミー王は現在のダッカ・マイメンシン道を造った。
1786年、トンギ・ジャマルプルはイギリスによってダッカの北の境界とされた。

19世紀～20世紀にはこの道沿いに多くの都市が造られた。